# Abdelmalek Cherrad
Abdelmalek Cherrad (in arabo عبدالمالك شراد‎?; La Tronche, 14 gennaio 1981) è un ex calciatore algerino, di ruolo attaccante.

## Carriera

### Club
In 15 anni di carriera gioca tra Francia, Tunisia, Belgio, Algeria e Portogallo, vincendo un titolo tunisino nel 2004 con la maglia dell'Espérance. Gioca tre anni in Ligue 1 (8 gol in 44 sfide col Nizza, 0 in 8 partite col Bastia). Il Nizza lo spedisce in prestito prima in Tunisia, poi al Gent, dove Cherrad fa fatica a trovare spazio. Nel 2005 passa in prestito biennale al Bastia, che al termine del contratto lo acquista a titolo definitivo. Dopo altre esperienze prima in patria poi in Portogallo, svincolatosi dal Belenenses, resta fermo un anno, accordandosi per la stagione 2012-2013 col Grenoble, che lo spedisce nella squadra riserve. A fine stagione si ritira dal professionismo.